# Grundarfjarðarbær
Grundarfjarðarbær är en kommun i republiken Island.   Den ligger i regionen Västlandet, i den västra delen av landet, 110 km nordväst om huvudstaden Reykjavik. Antal invånare är 840 (2022).
Inlandsklimat råder i trakten. Årsmedeltemperaturen i trakten är −2 °C. Den varmaste månaden är juli, då medeltemperaturen är 10 °C, och den kallaste är februari, med −8 °C.

## Bilder

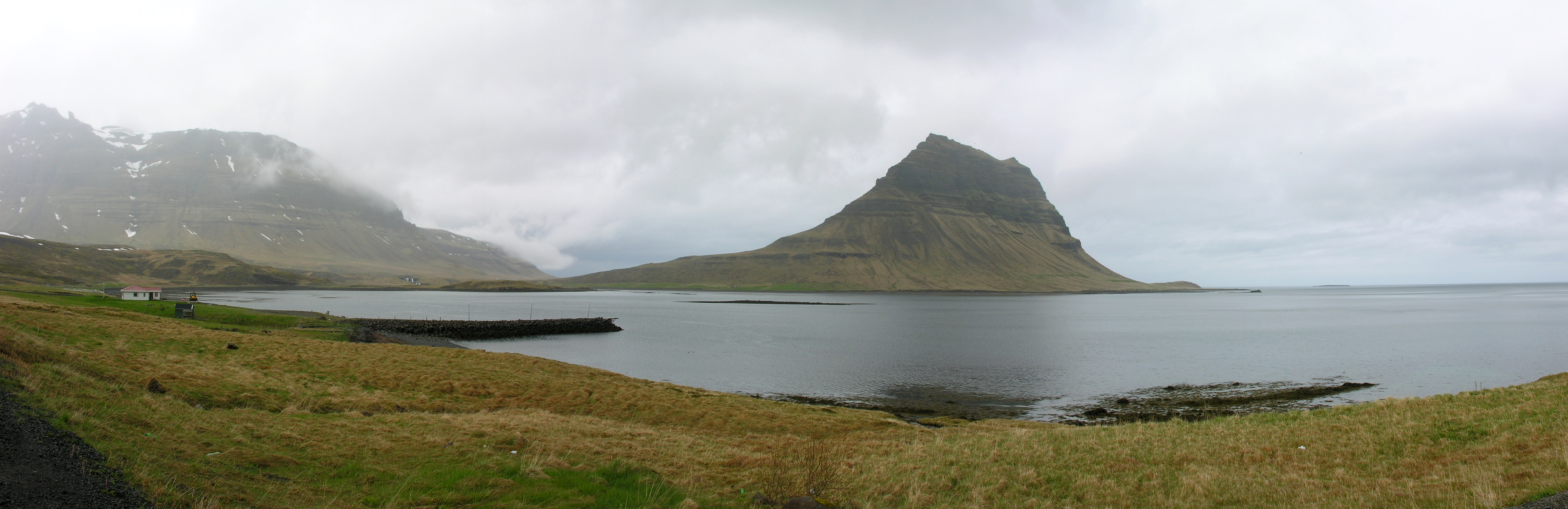
Kirkjufell
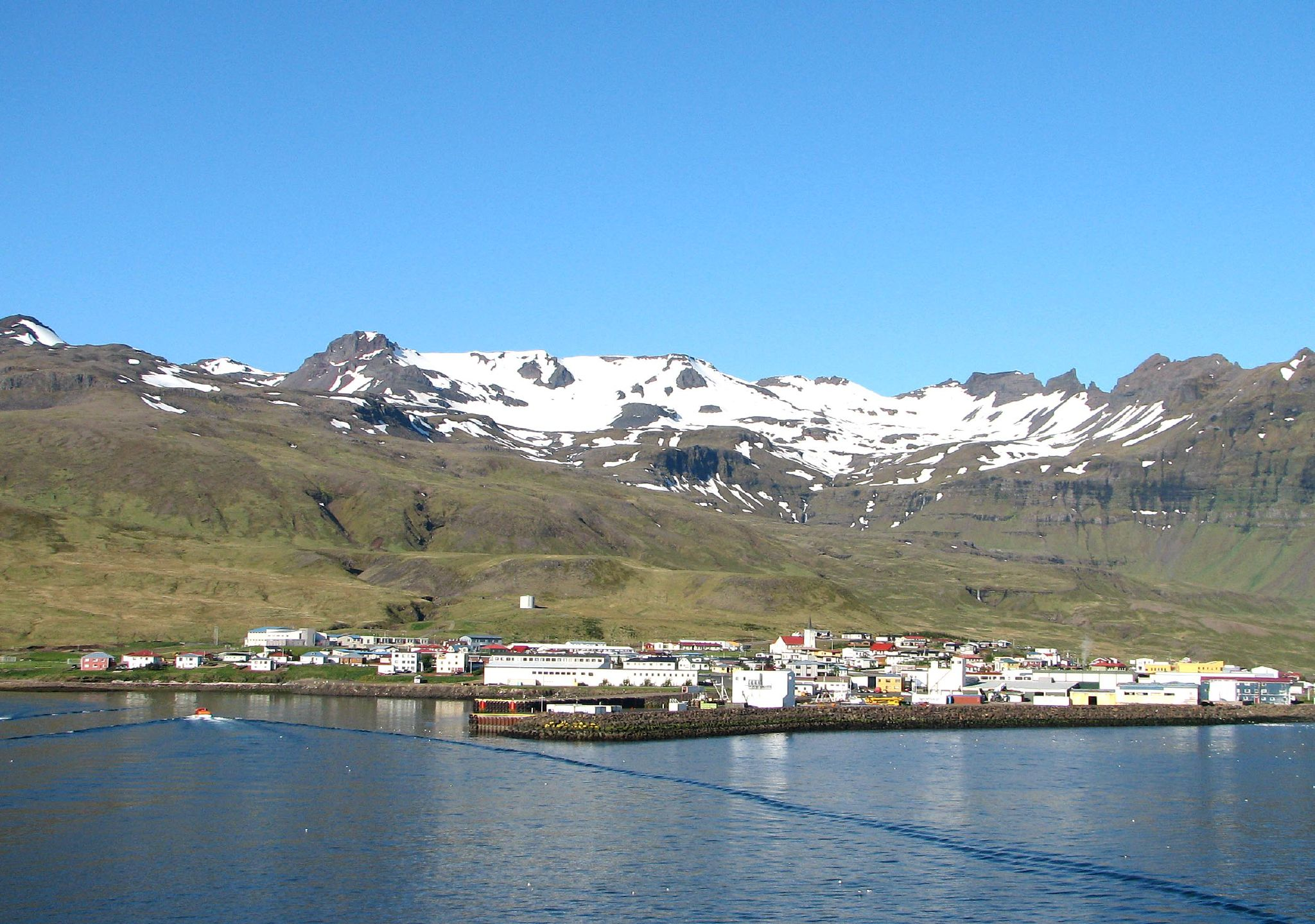
Grundarfjörður (ort)